# Alexander von Bunge
Alexander Georg von Bunge (în rusă Алекса́ндр Андре́евич Бу́нге; n. 24 septembrie 1803, Kiev, gubernia Kiev⁠(d), Imperiul Rus – d. 18/30 iulie 1890, Kiltsi⁠(d), Lääne-Viru maakond, Estonia) a fost un botanist rus. Este cunoscut pentru expedițiile științifice conduse în Asia și în special în Siberia.

## Biografie
Bunge s-a născut într-o familie de germani din Imperiul Rus. Tatăl său, Andreas Theodor, a fost fiul lui Georg Friedrich Bunge, un farmacist care emigrase din Prusia Răsăriteană în Rusia în secolul al XVIII-lea.
A studiat medicina la Universitatea din Dorpat (Tartu), apoi a fost profesor de botanică la Kazan. În 1835, s-a întors la Tartu, unde a predat cursuri de botanică până în 1867. Aici, a ținut corespondență cu Diederich Franz Leonhard von Schlechtendal⁠(d), botanist la Universitatea din Halle, prin articole publicate în revista „Linnaea” și prin schimb de exemplare pentru ierbar. El a rămas în Tartu până în 1881 și și-a petrecut ultimii ani studiind flora Estoniei.
În 1826, împreună cu Carl Friedrich von Ledebour⁠(d) și Carl Anton von Meyer⁠(d), s-a îmbarcat într-o importantă expediție științifică în Stepa Kazahă⁠(d) și Munții Altai. În 1830-1831, a călătorit la Beijing prin Siberia, timp în care a efectuat cercetări ample asupra florei Mongoliei. În urma cercetărilor sale din China, s-a întors în Munții Altai, unde a efectuat studii în partea de est a regiunii (1832). În 1857-1858 a luat parte la o expediție științifică în regiunea geografică iraniană Khorāsān⁠(d) și în Afganistan.
A fost tatăl fiziologului Gustav von Bunge⁠(d) (1844–1920) și al medicului, exploratorului și zoologului Alexander von Bunge⁠(d) (1851–1930). Fratele său mai mare, Friedrich Georg von Bunge⁠(d) (1802–1897), a fost un istoric de drept⁠(d).

## Moștenire

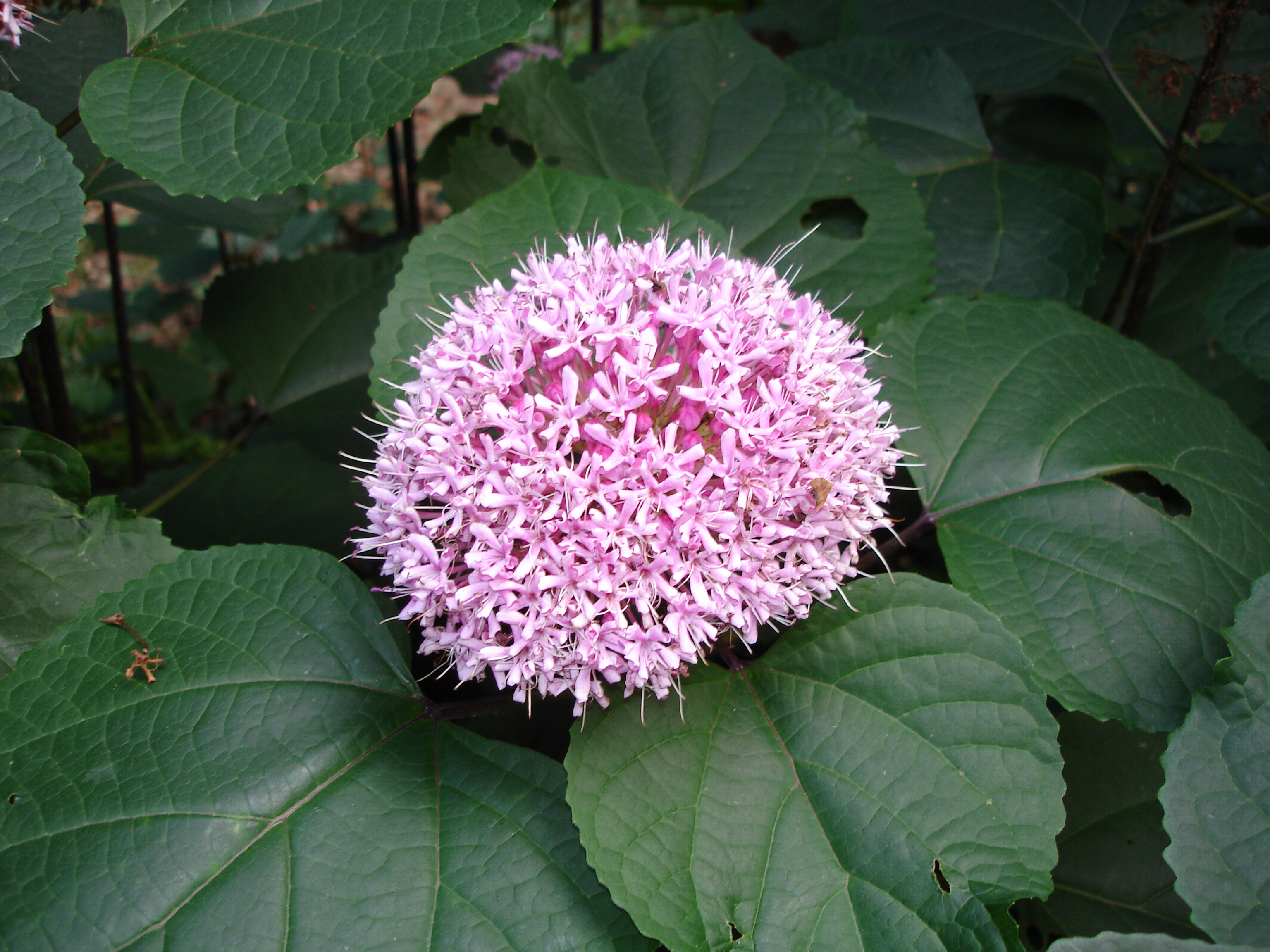
Clerodendrum bungei, plantă numită în cinstea lui Bunge

În cinstea lui Alexander Georg von Bunge au fost numite următoarele taxonuri:
- genul Bungea⁠(d) din familia Orobanchaceae⁠(d) (în trecut gen al familiei Scrophulariaceae)[15]
- Pulsatilla bungeana⁠(d) din genul Pulsatilla
- Euonymus bungeanus⁠(d) din genul Euonymus
- Allium bungei⁠(d) din genul Allium
- Pinus bungeana din genul Pinus[18]
- Fraxinus bungeana⁠(d) din genul Fraxinus
- Clerodendrum bungei din genul Clerodendrum
- Catalpa bungei⁠(d) din genul Catalpa[19]
- Girgensohnia bungeana⁠(d) din genul Girgensohnia⁠(d)
- Iris bungei⁠(d) din genul Iris

De asemenea, în memoria botanistului a fost numit un crater de pe Marte.

## Operă selectivă
- Flora Altaica; scripsit Carolus Fridericus a Ledebour, adiutoribus Car. Ant. Meyer et Al. a Bunge. (1829–1833)
- Enumeratio plantarum quas in China boreali collegit Dr. Al. Bunge. Anno 1831. (1832)
- Plantarum mongolica-chinensium decas fine. (1835)
- Alexandri Lehmann reliquiae botanicae; sive, Enumeratio plantarum in itinere per deserta Asiae Mediae ab A. Lehmann annis 1839–1842 collectarum. Scripsit Al. Bunge. (1847)
- Beitrag zur kenntniss der flor Russlands und der steppen Central-Asiens, (1851) – Contribution to the knowledge of flora native to Russia and the steppes of Central Asia.
- Plantas Abichianas in itineribus per Caucasum regionesque Transcaucasicas collectas, enumeravit A. Bunge. (1858)
- Generis Astragali species gerontogeae. (1868–1869).
- Labiatae persicae, (1873).